# Krasňany
Krasňany – wieś (obec) na Słowacji położona w kraju żylińskim, w okręgu Żylina. 

## Położenie
Miejscowość położona jest w Kotlinie Żylińskiej. Zabudowania miejscowości znajdują się na lewym brzegu rzeki Varínka oraz w dolinie potoku Jedľovina, spływającego z podnóży Małej Fatry Krywańskiej.

## Historia
Okoliczne tereny były zamieszkane przez ludzi już w epokach brązu i żelaza. W 1933 r. na wzgórzu Háj na terenie wsi odkryto słowiańskie cmentarzysko kurhanowe z VIII-IX stulecia, liczące 51 grobów. Wydobyte tu liczne cenne artefakty w postaci ceramiki, broni i ozdób eksponowane są obecnie w Muzeum Etnograficznym w Martinie.
Pierwsza pisemna wzmianka o miejscowości Karazna pochodzi z roku 1354, kiedy to Mikołaj Drugeth nadał dziedziczne sołtystwo wsi Bohuszowi, synowi Dezlona, uwalniając jednocześnie osadników na 20 lat od wszelkich opłat. Wieś należała do feudalnego „państwa” Varín, będącego w posiadaniu rodziny Pongraczów. W drugiej połowie XVI w. przenieśli oni swą siedzibę z zamku Starý hrad do drewnianego dworu obronnego, zbudowanego właśnie w Krasňanach.
Mieszkańcy zajmowali się pierwotnie rolnictwem i hodowlą. Działały niewielkie łomy wapienia. W XVII i XVIII w. w górnej części wsi funkcjonowała niewielka huta z hamrem, w której przerabiano rudy żelaza wydobywane w dolinie Kúr. Obecnie większość mieszkańców pracuje w zakładach Żylinie, Vrútkach lub Martinie.

## Demografia
Według danych z dnia 31 grudnia 2010, wieś zamieszkiwało 1264 osób, w tym 633 kobiety i 631 mężczyzn.
W 2001 roku rozkład populacji względem narodowości i przynależności etnicznej wyglądał następująco:
- Słowacy – 98,84%
- Czesi – 0,83%
- Polacy – 0,08%
- Ukraińcy – 0,25%

## Przypisy

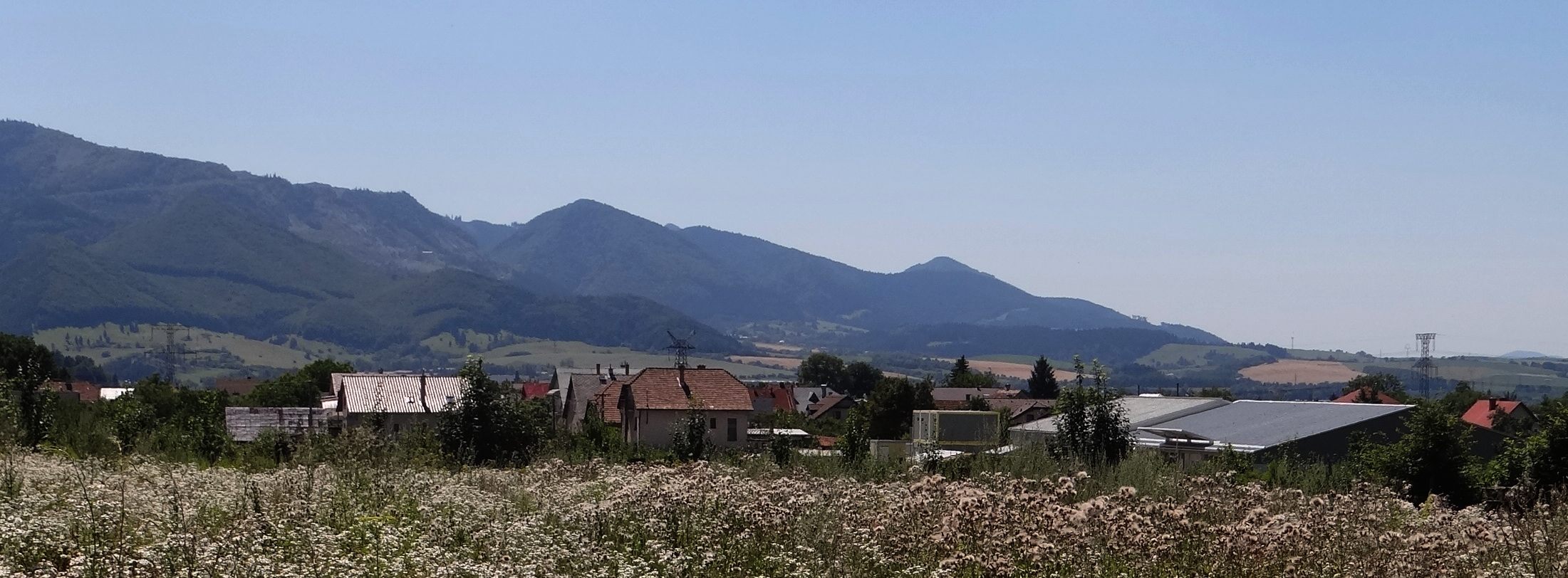
Panorama miejscowości Krasňany